# Rubus salzmannii
Rubus salzmannii är en rosväxtart som beskrevs av Maurer. Rubus salzmannii ingår i släktet rubusar, och familjen rosväxter. Inga underarter finns listade i Catalogue of Life.